# シュスワプ語
シュスワプ語（シュスワプご）またはシュスワップ語（シュスワップご、英: Shuswap; 原語名: Secwepemctsín [sxʷəpmxˈt͡sin]）とは、カナダ西部ブリティッシュコロンビア州のファースト・ネーションのうちのシュスワップ族の固有言語である。北米の太平洋岸北西部に分布するセイリッシュ語族の内陸語派に属する。原語名の Secwepemctsín は民族名 Secwepemc 〈シュスワップ族〉と -tsín 〈口〉の合成語である。
20世紀には、カナダ政府がシュスワップ族に対して、強制的かつ抑圧的な寄宿学校制度を行い、親世代から子世代への言語の継承が阻害されてきた。その上、近年も話者の高齢化が進む一方で、若い世代の第一言語が英語に切り替わる傾向にあるが、衰退するシュスワプ語を教育によって再興しようという取り組みも行われている（参照: #言語教育）。シュスワプ語は19世紀末には学術的な場において取り上げられているが、研究の発展は20世紀、特に1970年代前半に文法記述が発表されてから見られた（参照: #研究史）。
言語自体の特徴としては、音韻的には子音の数が多く（参照: #子音）、形態的には重複（英: reduplication）と接辞による語の変化が見られるほか、セイリッシュ語族の言語としては唯一一人称複数に包含（英: inclusive）と除外（英: exclusive）の区別が見られ（参照: #文法、#形態論）、統語的には動詞が他の要素より先頭に来る語順の傾向（参照: #語順）や2種類の格（参照: #格）が見られ、また形態統語的には主要部標示（英: head marking）型言語である（参照: #統語論における代名詞）といった点が挙げられる。
2000年から公開されているウェブサイト FirstVoicesでは、他の様々なファースト・ネーションの言語と共にシュスワプ語の語彙や成句が音声つきで紹介されている。
都市カムループス（Kamloops）の名は、シュスワプ語の T'kemlups〈川の合流点〉に由来するものである。また、淡水に生息する魚であるヒメマスを表す英語の kokanee は、同じ意味のシュスワプ語 kəknǽxʷ / keknécw を語源とする説が存在する。なお、このように表記揺れが激しい場合も見られるが、これに関しては#正書法についてを参照されたい。

## 分布
シュスワプ語が話されているのはブリティッシュコロンビア州の東寄りの中央部のフレーザー川沿いの地域であるが、その周囲では他の先住民語が話されている。南側では同じセイリッシュ語族内陸語派のリルエット語（Lillooet; 原語名: St'at'imcets）やトンプソン語（Thompson; 原語名: nɬeʔkepmxcín または Nlaka'pamux）、オカナガン語（Okanagan; 原語名: Nsilxcín または nsíylxcən）が話されているが、他の方位の諸言語は語族の分類すら異なり、それぞれ西はアサバスカ語族のチルコティン語（Chilcotin; 原語名: Tsilhqot'in）やキャリア語（Carrier; 原語名: Dakelh）、北もアサバスカ語族のセカニ語（Sekani; 別名: Tse'khene）、東はアルゴンキン語族のブラックフット語（英: Blackfoot）となっている。
Golla (2007) で Marianne Boelscher Ignace が伝えるところによると、現代のシュスワプ族はカムループスにおける定住地を最大とする17のバンドに分かれている。

## 方言
Kuipers (1974) はシュスワプ語の方言としてアルカリ湖（英: Alkali Lake）方言やカニム湖（英: Canim Lake）方言、シュガーケーン居留地（英: Sugar Cane Reserve）方言、デッドマンズクリーク（英: Deadman's Creek）方言などといった括りを用いているが、Lewis et al. (2015) や Hammarström (2016) などでは単純に西部方言（英: Western）と東部方言（英: Eastern）とに二分されている。

## 歴史

### 言語教育
19世紀中頃から後期にかけて天然痘が流行し、これによりシュスワップ族の文化は弱体化したが、その時期にはカナダ政府による先住民「文明化」の目論見が進められていた。1876年のインディアン法（英: Indian Act）により先住民問題は法制化され、先住民人口をイギリス系カナダ人社会へ同化しようという植民地的な動機から、イギリス系カナダ人の行政官らはそれまで地方にあった産業学校をアメリカ式の寄宿学校に置き換えようと考えた。寄宿学校を始め、産業学校、昼間学校など様々な形態の学校の取り組みが行われたものの、学校を卒業した先住民たちはイギリス系カナダ人の社会に適応できておらず、政府から見ても成果が思わしくないことは明らかであり (Titley 1986: 81)、学校が先住民地域社会と近接していることが悪影響を及ぼす結果となっていると考えられるようになった。1920年になるとインディアン法に7歳から15歳の先住民にルーツを持つ子どもたちを学校に通わせることを義務とする規定が、また1930年には同法に従わなかった親に罰金刑や懲役刑を課す節が新たに設けられた。こうした過程によりシュスワップ族の言語も文化と共に衰退の一途を辿ることとなる。学校でシュスワプ語を話そうとすると罰せられるため、親たちは子どもを守るためにシュスワプ語は教えず、英語だけで育てるようになった (Haig-Brown 1989: 109–110)。こうして寄宿学校生活を耐え抜いた者たちの孫世代にとって、シュスワプ語とは消滅の瀬戸際にある言語であった。
このような状況の中、1987年になるとシュスワプ語を消滅の危機から救う取り組みが始まった。それは生後まもなくから5歳にかけての子どもを対象とした取り組みで、ニュージーランドのマオリ族による言語の巣（マオリ語: Te Kōhanga Reo; 英語: language nest）を模範としたものだった。後には初等教育をイマージョン方式で行ったり、4年生から7年生を対象としたバイリンガル教育、成人を対象とした授業、ファースト・ネーション共同体のための教員養成課程も州内外で行われたりするようになった。
1991年の時点でシュスワップ族の成員7,597名のうち、シュスワプ語を話す者は全体の3.9パーセントにあたる308名のみであった。その後、流暢な話者の多くが年輩者でこの世を去る一方、子どもたちが家庭でシュスワプ語を話して育てられることは事実上皆無で、流暢な話者も家ではシュスワプ語を話しておらず、若い世代への伝承は思わしい状況ではなかった。また学校や共同体の言語プログラムは、Chief Atahm School のイマージョン方式の取り組みを除き言語の習熟に成果がなく、言語の喪失に拍車がかかっている。Ignace によると、2007年以前の段階で話者の大半は50歳以上であり、1983年に設立されたSecwepemc文化教育協会（Secwepemc Cultural Education Society (en) ）はイマージョン・プログラムの実施を含め、シュスワプ語再興のための努力を払ってきている。しかし、民族の第一言語は英語に取って代わられつつある。

### 研究史
19世紀末にシュスワップ族への人類学的調査が行われ（Tyler et al. (1891)）、その後本格的な民族学的調査が20世紀初頭にジェサップ探検隊（英: Jesup North Pacific Expedition）のジェームズ・アレクサンダー・テイト（James Alexander Teit）によって行われた（Teit (1909)）。しかし、その言語についての研究の発展はライデン大学のオランダ人言語学者クイパーズ（Aert Hendrik Kuipers (en) ; 1919-2012）による1953年以降の3度にわたる調査を待たねばならなかった。クイパーズによる1974年のモノグラフは個別言語全体の記述が不足していたセイリッシュ語族に関して貴重な文献であった。その後学界においては、Gardiner (1998) がシュスワプ語の話題（英: topic）や焦点（英: focus）について研究し、また Lai (1998a, b) や Déchaine & Wiltschko (2003) がシュスワプ語の独立代名詞をDP仮説などを通して分析しているが、後者は他の複数の言語も跨いだものとなっている（参照: #統語論）。

## 正書法について
Lewis et al. (2015) はシュスワプ語について独自の正書法が採用されているとしているが、本記事の主要な典拠となっている Kuipers (1974) において見られる綴り方と先述の FirstVoices などにおいて見られる現行の綴り方には差異が認められる。このうち現行のものは Lai (1998a:131) に示されたものと部分的に共通するところが見られる。以下では Kuipers (1974) と Lai (1998a) とを比較し、特に差が顕著であるものを挙げる。
| Kuipers (1974) | Lai (1998a:131) |
| -------------- | --------------- |
| k°             | kw              |
| c              | ts              |
| q°             | qw              |
| c̓              | ts'             |
| ʔ              | 7               |
| x              | c               |
| x°             | cw              |
| x̌              | x               |
| x̌°             | xw              |
| γ              | r               |
| ʕ              | g               |
| ʕ°             | gw              |
| γ̓              | r'              |
| ʕ̓°             | gw'             |

なお、クイパーズは Kuipers (1974) では〈蚊〉を表す語を q°əníməqλ と表記しているが、翌年の Kuipers (1975) ではLai (1998a) や FirstVoices 寄りの qwenímeqll と記すなど、同一著者においても表記の揺れが見られる。
現行の綴り方はクイパーズによって編み出されたものであるが、母音字がシュスワプ語の音を正確に表していないという問題点が指摘されている。以下が現行のアルファベット42文字である。
- a, c, cw, e, g, gw, g̓w, h, i, k, kw, k̓, k̓w, l, l̓, ll, m, m̓, n, n̓, o, p, p̓, q, qw, q̓, q̓w, r, r̓, s, t, ts, ts̓, t̓, u, w, w̓, x, xw, y, y̓, 7

## 音韻論
子音の種類の多さが目立つ。

### 子音
大島 (1989a)や Maddieson (2013)が評価したように、シュスワプ語の子音の種類は非常に豊富で、放出音（p̓、t̓、c̓、k̓、k̓°、q̓、q̓°）や声門化された共鳴音（m̓、n̓、l̓、y̓、γ̓、ʕ̓、ʕ̓°、w̓）が見られる。子音の一覧は以下の通りである。見やすさを考慮し、資料の違いによる表記揺れ等に関する情報は各欄に設けた注にて説明を行っている。
|                      |                                      |                      | 唇音（labial） | 歯音（dental） | 歯側面音（dent.-lateral） | 歯硬口蓋音（dent.-palatal） | 口蓋音（palatal-velar） | 口蓋音（palatal-velar） | 軟口蓋音（velar） | 軟口蓋音（velar）      | 口蓋垂音（uvular）     | 口蓋垂音（uvular） | 喉頭口蓋垂音（laryngal-uvular） | 喉頭口蓋垂音（laryngal-uvular） | 喉頭口蓋垂音（laryngal-uvular） | 喉頭音（laryngal） |
|                      | 軟口蓋化 （velarized）               |                      | 唇音（labial） | 歯音（dental） | 歯側面音（dent.-lateral） | 歯硬口蓋音（dent.-palatal） | 円唇化                  |                         | 円唇化            | 口蓋垂化（uvularized） | 口蓋垂化（uvularized） |                    |                                 |                                 |                                 |                    |
|                      | 軟口蓋化 （velarized）               | 円唇化               | 唇音（labial） | 歯音（dental） | 歯側面音（dent.-lateral） | 歯硬口蓋音（dent.-palatal） | 円唇化                  | 円唇化                  | 円唇化            |                        |                        |                    |                                 |                                 |                                 |                    |
| -------------------- | ------------------------------------ | -------------------- | -------------- | -------------- | ------------------------- | --------------------------- | ----------------------- | ----------------------- | ----------------- | ---------------------- | ---------------------- | ------------------ | ------------------------------- | ------------------------------- | ------------------------------- | ------------------ |
| 阻害音（OBSTRUENTS） | 破裂音（plosives）                   |                      | p              |                | t                         | c                           |                         |                         | k                 | k°                     | q                      | q°                 |                                 |                                 |                                 |                    |
| 阻害音（OBSTRUENTS） | 破裂音（plosives）                   | 声門化               | p̓              |                | t̓                         | c̓                           |                         |                         | k̓                 | k̓°                     | q̓                      | q̓°                 |                                 |                                 |                                 | ʔ                  |
| 阻害音（OBSTRUENTS） | 摩擦音（fricatives）                 | 摩擦音（fricatives） |                |                | λ                         | s                           |                         |                         | x                 | x°                     | x̌                      | x̌°                 |                                 |                                 |                                 | h                  |
| 共鳴音（RESONANTS）  | 鼻音および流音（NASALS and LIQUIDS） |                      | m              | n l            |                           |                             |                         |                         |                   |                        |                        |                    |                                 |                                 |                                 |                    |
| 共鳴音（RESONANTS）  | 鼻音および流音（NASALS and LIQUIDS） | 声門化               | m̓              | n̓ l̓            |                           |                             |                         |                         |                   |                        |                        |                    |                                 |                                 |                                 |                    |
| 共鳴音（RESONANTS）  | わたり音（GLIDES）                   |                      |                |                |                           |                             | y                       | γ                       |                   |                        |                        |                    | ʕ                               | ʕ°                              | w                               |                    |
| 共鳴音（RESONANTS）  | わたり音（GLIDES）                   | 声門化               |                |                |                           |                             | y̓                       | γ̓                       |                   |                        |                        |                    | [ʕ̓]                             | ʕ̓°                              | w̓                               |                    |

上表のうち、c、c̓、s の3つについては実際の発音において [c c̓ s] から [č č̓ š] までの揺れが見られる。

### 母音
母音の一覧は以下の通りである。ただし i、u は強勢のある音節のみに、ə は対照的に強勢のない音節のみにしか現れず、また ʌ は極めてまれにしか見られない。
|          | 前舌 | 中舌  | 後舌円唇 |
| -------- | ---- | ----- | -------- |
| 狭母音   | i    |       | u        |
| 中段母音 | e    | (ʌ) ə | o        |
| 広母音   |      | a     |          |

セイリッシュ祖語の *r に由来する /l/ に後続された母音は舌根の後退により暗い音色を帯びたものとなる（英: darkened）という特徴がある。

### 強勢
長い単語の場合、その中の1音節にのみ強勢が置かれる。強勢の無い音節の母音は弱化したり消失したりする（例: səxʷep- : sxʷəp- 〈シュスワプ〉）。

## 文法
シュスワプ語には一人称単数・複数、二人称単数・複数、三人称の区別が見られるが、このうち一人称複数には更に聞き手を含める包含（英: inclusive）と聞き手を含めない除外（英: exclusive）の違いが存在する。この包含と除外の区別はセイリッシュ語族の言語の中ではシュスワプ語にしか見られないものである。こうした人称や数の区別は名詞の所有形や動詞の活用に現れる。

### 形態論
シュスワプ語の主な語構成の方法は、重複によるものと接辞によるものの2つである。Dryer (2013a) は Kuipers (1974:passim) から、シュスワプ語の屈折変化において接頭辞が関わる傾向と接尾辞が関わる傾向とは同じ程度であると判断している。
シュスワプ語に限らずセイリッシュ語族の言語は動詞と名詞の区別がつけにくいとされているが、その原因はある1つの語根が場合によって名詞を表したり、〈…である〉という状態の動詞を表したりすることにある。このうち後者を指して「叙述名詞」と呼称する例も見られる。
以下ではシュスワプ語において見られる重複について説明した後、接辞絡みの現象については明解さを期すために、敢えて一般的な括りの品詞分類という切り口から述べていくこととする。

#### 重複（法）
シュスワプ語には様々な種類の重複が見られる。たとえば動詞や名詞の複数性を表すための全体重複（英: total reduplication; 例: kicx 〈彼/彼女が着く〉 → kəc-kícx 〈彼らが着く〉）や指小化を表す子音重複（英: consonant reduplication; 例: pésəλk°e 〈湖〉 → pépsəλk°e 〈小さな湖〉）などである。このうち子音重複はもともと一人称単数の謙遜を表すためのものと思われ、デッドマンズクリーク方言ではまれである一方、カニム湖方言やアルカリ湖方言では義務的ではないものの当たり前のように見られる。

#### 名詞
叙述名詞については、#自動詞と叙述名詞を参照されたい。

##### 所有
所有は名詞に以下のような人称・数を表す専用の接辞を付加したり不変化詞を加えることにより表現される。一人称複数除外形は名詞に三人称の接尾辞 -s が付加され、その前後のいずれかに不変化詞 k°əx°が置かれることとなり、また三人称は s の後では -c となり、それ以外の場合は -s となる。
|        |        | 単数  | 複数       |
| ------ | ------ | ----- | ---------- |
| 一人称 | 包含   | n-    | -kt        |
| 一人称 | 除外   | n-    | -s + k°əx° |
| 二人称 | 二人称 | ʔ-    | -mp        |
| 三人称 | 三人称 | -s/-c | -s/-c      |

実際の所有表現の例として citx° 〈家〉を挙げると以下のようになる。γ は絶対格の定冠詞である（参照: #冠詞、#格）。また先述のように一人称単数形には子音重複が見られるという点に留意されたい。
|        |        | 単数       | 複数                                   |
| ------ | ------ | ---------- | -------------------------------------- |
| 一人称 | 包含   | γ-n-cictx° | γ-citx°-kt                             |
| 一人称 | 除外   | γ-n-cictx° | γ-citx°-s k°əx° または k°əx° γ-citx°-s |
| 二人称 | 二人称 | γ-ʔ-cictx° | γ-citx°-mp                             |
| 三人称 | 三人称 | γ-citx°-s  | γ-citx°-s                              |

#### 代名詞
シュスワプ語の独立代名詞に関しては、同じセイリッシュ語族の言語であるハルコメレム語（Halkomelem）のそれや日本語の「彼」・「彼女」とは異なる性質を持つとする研究が存在する。詳しくは#統語論における代名詞を参照されたい。

##### 独立代名詞
Kuipers (1974:59) では「人称直示体系」（英: personal deixis）と呼称されている体系が存在するが、これは Lai (1998a:132) では独立代名詞として読み取られている。本節では以下、Kuipers (1974) における表記を左側、Lai (1998a) における表記を右側に併記して説明を進めることとする。いずれの独立代名詞も特定の語幹に所有接辞（参照: #所有）を組み合わせるという構造は共通しているが、その語幹は一人称単数のみ -céwe / tse というもので、他は (-)nwiʔ(-) というものが基本となっている。更に、数が複数である場合には wλ- / wll- という接頭辞が付加される。各独立代名詞は以下の表の通りである。なお、一人称単数には子音重複が見られる場合があるという点に留意されたい。また、Lai (1998a) の方はグロスも付しているため、併せて参考とされたい。
|            |        |        | Kuipers (1974:59)   | Lai (1998a:131)  | Lai (1998a:131)        |
| 正書法表記 | グロス |        | Kuipers (1974:59)   |                  |                        |
| ---------- | ------ | ------ | ------------------- | ---------------- | ---------------------- |
| 単数       | 一人称 | 一人称 | n-céwe / n-cecwe(ʔ) | n-tse~ts-we7     | 1sg.poss-tse(red)-deic |
| 単数       | 二人称 | 二人称 | ʔ-nwiʔ              | 7-enwi7          | 2sg.poss-emph          |
| 単数       | 三人称 | 三人称 | nwiʔ-s              | newi7-s          | emph-3sg.poss          |
| 複数       | 一人称 | 包含   | wλ-nwiʔ-kt          | wll-enwi7-kt     | pl-emph-1pl.incl.poss  |
| 複数       | 一人称 | 除外   | wλ-nwiʔ-s k°əx°     | wll-enwi7-s-kucw | pl-emph-3sg.poss-excl  |
| 複数       | 二人称 | 二人称 | wλ-nwiʔ-mp          | wll-enwi7-mp     | pl-emph-2pl.poss       |
| 複数       | 三人称 | 三人称 | wλ-nwiʔ-s           | wll-enwi7-s      | pl-emph-3sg.poss       |

#### 動詞
シュスワプ語においては叙述名詞と自動詞を表すための体系は共通している一方、他動詞の活用の体系はこれらとは全く異なるものとなっている。

##### 自動詞と叙述名詞
自動詞ならびに叙述名詞は以下のような要素を加えることにより活用が行われる。なお、三人称に数の区別は存在しない。
|        |        | 単数    | 複数    |
| ------ | ------ | ------- | ------- |
| 一人称 | 包含   | -k-n    | -k-t    |
| 一人称 | 除外   | -k-n    | + k°əx° |
| 二人称 | 二人称 | -k      | -k-p    |
| 三人称 | 三人称 | (-ək°e) | (-ək°e) |

自動詞の実際の活用の例として cut- 〈意図する〉を挙げると以下のようになる。なお先述のように、一人称単数では子音重複が発生する点に留意されたい。
|        |        | 単数       | 複数       |
| ------ | ------ | ---------- | ---------- |
| 一人称 | 包含   | cuct-kn    | cut-kt     |
| 一人称 | 除外   | cuct-kn    | cút k°əx°  |
| 二人称 | 二人称 | cut-k      | cut-kp     |
| 三人称 | 三人称 | cút(-ək°e) | cút(-ək°e) |

また叙述名詞の例としては以下のようなものが挙げられる。自動詞と同様に一人称単数形には子音重複が見られる点に留意されたい。
- səx°éx°pmx-kn 〈私はシュスワップ族である〉[注 37]
- səx°épmx-k 〈あなたはシュスワップ族である〉

##### 他動詞
他動詞には基本的に目的語と主語を表す接尾辞がつく。以下はその一覧であるが、斜線で区切られている2通りのうち左側は強勢なし、右側は強勢ありの場合の形であり、また目的語接尾辞の一人称単数形は唇音（p、p̓、m、m̓）の前で -c(é)l-、それ以外の場合は -c(é)m- となる。
| 目的語 | 目的語 | 目的語                    | 目的語                                 | 主語   | 主語   | 主語      | 主語                         |
|        |        | 単数                      | 複数                                   |        |        | 単数      | 複数                         |
| ------ | ------ | ------------------------- | -------------------------------------- | ------ | ------ | --------- | ---------------------------- |
| 一人称 | 包含   | -cm-, -cl- / -cém-, -cél- | -l- / -él-                             | 一人称 | 包含   | -n / -én  | （受動形と同形となる。後述） |
| 一人称 | 除外   | -cm-, -cl- / -cém-, -cél- | + 不変化詞 k°əx°（接尾辞の付加はなし） | 一人称 | 除外   | -n / -én  | + 不変化詞 k°əx°             |
| 二人称 | 二人称 | -c- / -cí-                | -lm- / -úlm-                           | 二人称 | 二人称 | -x / -éx  | -p / -ép                     |
| 三人称 | 三人称 | 接尾辞の付加なし          | 接尾辞の付加なし                       | 三人称 | 三人称 | -s / -és- | -s / -és-                    |

直説法の場合、他動詞には「動詞本体 + 他動詞化接尾辞（-t-、-nt、-st- のいずれか） + 目的格接尾辞 + 主格接尾辞」という構造となる傾向が見られる。他動詞には語幹に強勢が置かれるタイプのもの（例: pic̓- 〈搾る〉）と接尾辞に強勢が置かれるタイプのもの（例: lx̌- 〈告げ口する〉）とが存在し、以下はその2つの活用表である。一人称複数が二人称要素と共起する場合は必ず除外を表すという点、またカニム湖方言、アルカリ湖方言、シュガーケーン居留地方言では一人称単数が絡むもののうち一部に子音重複が見られるという点にも留意されたい。
|        |        |        |        | 目的格      | 目的格     | 目的格        | 目的格    | 目的格      | 目的格         |
| 一人称 | 一人称 | 一人称 | 二人称 | 二人称      | 三人称     |               |           |             |                |
| 単数   | 複数   | 複数   | 単数   | 複数        | 三人称     |               |           |             |                |
| 単数   | 包含   | 除外   | 単数   | 複数        | 三人称     |               |           |             |                |
| ------ | ------ | ------ | ------ | ----------- | ---------- | ------------- | --------- | ----------- | -------------- |
| 主語   | 一人称 | 単数   | 単数   | -           | -          | -             | píc̓-n-c-n | píc̓-nt-lm-n | pípc̓-n         |
| 主語   | 一人称 | 複数   | 包含   | -           | -          | -             | -         | -           | píc̓-nt-m       |
| 主語   | 一人称 | 複数   | 除外   | -           | -          | -             | píc̓-n-c-t | píc̓-nt-lm-t | píc̓-nt-m k°əx° |
| 主語   | 二人称 | 単数   | 単数   | pípc̓-n-cm-x | -          | 未検証        | -         | -           | píc̓-n-x        |
| 主語   | 二人称 | 複数   | 複数   | pípc̓-n-cl-p | -          | 未検証        | -         | -           | píc̓-nt-p       |
| 主語   | 三人称 | 三人称 | 三人称 | pípc̓-n-cm-s | píc̓-nt-l-s | píc̓-n-s k°əx° | píc̓-n-c-s | píc̓-nt-lm-s | píc̓-n-s        |

|        |        |        |        | 目的格      | 目的格     | 目的格 | 目的格    | 目的格      | 目的格   |
| 一人称 | 一人称 | 一人称 | 二人称 | 二人称      | 三人称     |        |           |             |          |
| 単数   | 複数   | 複数   | 単数   | 複数        | 三人称     |        |           |             |          |
| 単数   | 包含   | 除外   | 単数   | 複数        | 三人称     |        |           |             |          |
| ------ | ------ | ------ | ------ | ----------- | ---------- | ------ | --------- | ----------- | -------- |
| 主格   | 一人称 | 単数   | 単数   | -           | -          | -      | lx̌-n-cí-n | lx̌-nt-úlm-n | lx̌-ntétn |
| 主格   | 一人称 | 複数   | 包含   | -           | -          | -      | -         | -           | lx̌-nt-ém |
| 主格   | 一人称 | 複数   | 除外   | -           | -          | -      | lx̌-n-cí-t | lx̌-nt-úlm-t | 未検証   |
| 主格   | 二人称 | 単数   | 単数   | lx̌-n-cécm-x | -          | 未検証 | -         | -           | lx̌-nt-éx |
| 主格   | 二人称 | 複数   | 複数   | lx̌-n-cécl-p | -          | 未検証 | -         | -           | lx̌-nt-ép |
| 主格   | 三人称 | 三人称 | 三人称 | lx̌-n-cécm-s | lx̌-nt-él-s | 未検証 | lx̌-n-cí-s | lx̌-nt-úlm-s | lx̌-nt-és |

また、受動形の構成は「語幹 + 他動詞化接尾辞 + 目的格接尾辞 + -m/-ém または -t/-ét」であるが、実はこれは直説法（能動）において一人称複数を主格とする形（上の2つの活用表のうち赤背景で示されたもの）と同じ構造である。つまり、シュスワプ語においてはたとえば lx̌-n-cí-t という形の動詞は〈私たちがあなたのことを告げ口する〉と〈あなたは告げ口される〉の2通りに解釈され得る。Kuipers (1974:48) に記載があるもののうち、二人称や三人称を主格とするものは上の直説法（能動）の活用表に示した通りであるが、一人称を主格とするものは未紹介であるため、以下に掲載することとする。
- 一人称:
  - 単数: pípc̓-n-cl-m; lx̌-n-cécl-m
  - 複数:
    - 包含: píc̓-nt-l-t; lx̌-nt-él-t
    - 除外: lx̌-nt-ém k°əx°

なお、動詞に再帰（英: reflexive）や相互（英: reciprocal）の意味を持たせる場合には、他動詞化接尾辞の直後にそれぞれ -cút 〈自分自身を〉、-wéx° 〈お互いを〉という接尾辞をつなげるが、いずれの場合も強勢は必ずその接尾辞に置かれることとなり、また全体の活用も自動詞のパターンと同様となる。

##### 命令
自動詞の命令形は主体が単数の場合 -e または -x-e を後ろにつけるが、直前の要素の最後が母音または声門閉鎖音で終わる場合には必ず -x-e の方となる。また、主体が複数である場合には x°-y-e を後ろにつける。
例:
- ʔəmút-(x-)e - （お前は）座れ！
- p̓eʔíl̓e-x-e - （お前は）子供をおんぶしろ！
- stéʔ-x°-y-e - （お前ら）飲め！

他動詞の命令形は -e（主体が複数の場合は-y-e ）で終わる形式となり、-y-e の直前に軟口蓋音が存在する場合その軟口蓋音は唇音化される。pic̓- と lx̌- を例にとると以下のようになるが、後者のように接尾辞に強勢が見られ、かつ他動詞化接尾辞に -nt- を用いるタイプの動詞においては -ék という接尾辞が付加される点、直説法同様に一人称単数が目的格となる形には子音重複が見られるという点などに留意されたい。
|                    |                  | 目的格                      | 目的格                           | 目的格     |
| 一人称             | 一人称           | 三人称                      |                                  |            |
| 単数               | 複数（除外のみ） | 三人称                      |                                  |            |
| ------------------ | ---------------- | --------------------------- | -------------------------------- | ---------- |
| 主格（二人称のみ） | 単数             | pípc̓-n-cm-e / pípc̓-n-cm-x-e | píc̓-nt-e k°əx°                   | píc̓-nt-e   |
| 主格（二人称のみ） | 複数             | pipc̓-n-cl-m-y-e             | pic̓-nt-ye k°əx° / pic̓-nt-p k°əx° | pic̓-nt-y-e |

|                    |                  | 目的格                      | 目的格 | 目的格        |
| 一人称             | 一人称           | 三人称                      |        |               |
| 単数               | 複数（除外のみ） | 三人称                      |        |               |
| ------------------ | ---------------- | --------------------------- | ------ | ------------- |
| 主格（二人称のみ） | 単数             | lx̌-n-cécm-e / lx̌-n-cécm-x-e | 未検証 | lx̌-nt-ék-e    |
| 主格（二人称のみ） | 複数             | lx̌-n-cécl-m-y-e             | 未検証 | lx̌-nt-ék°-y-e |

##### 否定
シュスワプ語における否定表現には全般的に taʔ 〈事実ではない〉が関わっている。まず、基本的には taʔ の後に冠詞 k を置き、更にその後に否定される要素を名詞化したものがくる構造となる。名詞化の要素は s- である。
- 例: táʔ x°um k-n-s-néns[41]

グロス: neg 全く abs-1sg.poss-nmlz-行く
訳: 「私は絶対に行ったりしない」
また否定表現には以下のように t̓γiʔ という直示的な（英: deictic）要素が伴われる場合もある。
- 例: táʔ (t̓γíʔ) k-s-q°əníməqλs[44]

グロス: neg (deic) abs-nmlz-蚊
訳: 「それは蚊（など）ではない」
ただし〈…は存在しない〉という表現を行う際には、否定される要素の名詞化は起こらない。
- 例: táʔ t̓γíʔ k-q°əníməqλ[45]

グロス: neg deic abs-蚊
訳: 「蚊などはいない」
否定命令は taʔ に三人称を表す接尾辞 -wəs をつけたものを用いて表現する。
- 例: táʔwəs k-s-ləx̌-n-cécm-x[45]

グロス: neg abs-nmlz-告げ口する-trans-1sg.obj-2sg.sbj
訳: 「私のことを告げ口しないで」

##### 時制・相
Dryer (2013b) は Kuipers (1974:passim) を根拠に、シュスワプ語に時制や相を示す屈折変化は見られないとしている。しかし、時制や相の区別が存在しないという訳ではなく、後述のような表現が見られる。時制・相いずれにも関わる要素としては前接語（英: proclitic）である m- が見られる。

###### 時制
時制に関しては、Dahl & Velupillai (2013a, b) は Bybee et al. (1994) を根拠として、過去時制も屈折変化による未来時制も見られないとしている。しかし Kuipers (1974:57) は、直示体系（英: deixis）のうち〈現存しないもの〉を表す luʔ を文中に用いれば、その文はほぼ英語における過去時制の文に対応するものとなる旨を述べている。Gardiner (1998:275) も焦点などについての探究の過程で、以下のように luʔ を不変化詞として含む文を用いている。
- 例: γ-John luʔ l-m-wik-t-ø-s

グロス: det-ジョン ptl det-pfv-見る-trans-3obj-3sbj
訳: 「彼が見たのはジョンであった。」
また、クイパーズは複数のインフォーマントにより提供された情報として、意図や期待を意味する不変化詞 meʔ やその縮約形の m- が特定の時制を指している事例として、以下の2つを挙げている。
- 例a: meʔ q°əcéc

グロス: fut 出発する
訳: 「彼は出て行くのだ」
- 例b: m-q°əcéc

グロス: pst-出発する
訳: 「彼は出て行ったのだ」
ただし、このうち過去時制の m- は省略することが可能である上、以下のように現在のことを表す際にも用いることができる。
- 例c: t̓kλúne m-wʔex-wəs

グロス: deic prs-居る-3
訳: 「彼はあちらにいるのだ」

###### 相
英語の進行形に対応する形は ʔex 〈be動詞〉と冠詞 γ、および接尾辞の付加によって得られる。この接尾辞は他動詞の主語を表すものに類似している。
|        |        | 単数           | 複数                                      |
| ------ | ------ | -------------- | ----------------------------------------- |
| 一人称 | 包含   | ʔex γ-ʔíʔλn-wn | ʔex γ-ʔíλn-ət                             |
| 一人称 | 除外   | ʔex γ-ʔíʔλn-wn | ʔex γ-ʔíλn-əs k°əx° / ʔex k°əx° γ-ʔíλn-əs |
| 二人称 | 二人称 | ʔex γ-ʔíλn-əx° | ʔex γ-ʔíλn-əp                             |
| 三人称 | 三人称 | ʔex γ-ʔíλn-əs  | ʔex γ-ʔíλn-əs                             |

また、#時制で挙げられた Gardiner (1998:275) の例文にも -m- が完結相を表す要素として現れているが、Kuipers (1974:80–81) は m- はロシア語などの完結相とは異なり、事実がそのまま述べられ、持続性については触れられないという点においてアオリストを髣髴させるという旨を述べている。

#### 前接的要素
Kuipers (1974:74) ではシュスワプ語の前接的要素（英: proclitic elements）として冠詞、前置詞、それに相を表す不変化詞 m-（参照: #時制・相）などの存在が挙げられている。

##### 「冠詞」
Kuipers (1974:57) では冠詞とも称される5種類の前接的不変化詞（英: proclitic particles）に触れられているが、これは絶対格（英: absolutive）と関係格（英: relative）、定（英: actual-determinate）と不定（英: hypothetical indeterminate）で形が異なり、更には絶対格の定のうち現存（英: present）と不在（英: absent）との間にも区別が認められる。
|        | 定    | 定    | 不定                   |
| 現存   | 不在  |       | 不定                   |
| ------ | ----- | ----- | ---------------------- |
| 絶対格 | γ     | l     | k                      |
| 関係格 | t / t̓ | t / t̓ | tk / t̓k（まれに tkeʔ） |

なお、Lai (1998a:132) は Kuipers (1974) からの引用として上表とほぼ同じ構造のものを掲載しているが、パラダイムの呼び名は「限定詞」（英: determiner）としており、更に絶対格は「直接」（英: direct）、関係格は「斜格」（英: oblique）と呼びかえている上、不定に属する2種類には新たに「非現実」（英: irrealis）という属性も付与している。
また、Kuipers (1974) より後に発表されたシュスワプ語研究のグロスにおいては、絶対格の γ や l は Gardiner (1998) や Lai (1998a)（γ に該当するものは re 表記）で「限定詞」、また関係格 t に該当するものは Gardiner (1998) で tə、Lai (1998a) で te 表記と揺れは見られるもののいずれにおいても「斜格」として扱われている。
2種類の格の詳細については#格を、一部冠詞の用法については#否定を参照されたい。
セイリッシュ諸語においては、述語となる要素は基本的に冠詞はとらない。

##### 「前置詞」
シュスワプ語の前置詞としては n- 〈…上（へ）〉あるいは〈…の中（へ）〉、mt̓- / mt- 〈…と（共に）〉が見られる。位置の表現に関しては、#関係格/斜格も参照されたい。

#### 派生接尾辞
シュスワプ語の接尾辞には自動詞化や他動詞化、命令や人称を表すもののほかに、名詞や動詞の意味を広げる機能を持つ具体的な事象を含意する派生接尾辞が豊富に存在する。派生接尾辞には身体部位や人間に関するものなどが含まれる。
なお、身体部位や特定の人間を表す要素が名詞と接辞とで2通りの形態を持つ現象は、カナダ先住民語においてはシュスワプ語を含むセイリッシュ諸語のほか、ヘイルツク語（Heiltsuk）やクヮキゥートル語（Kwakiutl）、ヌートカ語（Nootka）といったワカシュ語族（英: Wakashan）の言語にも見られるものである。

##### 身体に関する接尾辞
シュスワプ語において身体に関する接尾辞（英: somatic suffixes）は、動詞語根に付加されて特定部位への動作の影響を表現する機能を有する。クイパーズは27種類を挙げており、その中には言語名 Secwepemctsín（Kuipers (1974) では sx°əpmx-cín と表記）中に見られる -tsin / -cin〈口〉も含まれる。これを〈打つ〉を表す動詞根 səp̓- に付加して səp̓-cín とすれば〈口を打つ〉という意味となる。身体に関する接尾辞の中には接頭辞 x- との組み合わせによって表す部位が変化する場合もあり、たとえば səp̓-ús は〈顔を打つ〉であるが x-səp̓-ús とすれば〈目を打つ〉となる。
名詞 k̓əλ-k̓m-úseʔ〈頬〉に対する k̓əλ-səp̓-úseʔ〈頬を打つ〉のように特定の接頭辞と共に現れるものも存在する。
他動詞化接尾辞と共に用いられる場合は身体に関する接尾辞の方が先に現れる。
- 例: sp̓-ús-n-s[52]

グロス: 打つ-顔-trans-3sbj
訳: 「彼は彼〈主語とは別の人物〉の顔を殴る」

### 統語論
統語的な特徴は、動詞が他の要素より先に来る語順や2種類の格の存在、また主要部標示型である点である。

#### 格
先の#冠詞にも見られるように、シュスワプ語では絶対格（英: absolutive case）と関係格（英: relative case）という2種類の格が区別される。このうち関係格は斜格の行為項（英: actant）に用いられ、Gardiner (1998) や Lai (1998a) においてはそのまま斜格と呼称されている。

##### 絶対格
まず絶対格は叙述名詞や自動詞、他動詞の主語、また他動詞の目的語を表す。
- 例: wíst γ-cítx°[58]

グロス: 高い abs-家
訳: 「家が高くそびえ立っている」
また、絶対格は所有表現の2番目の要素としても現れる。
- 例: cítx°-s γ-k°úk°py̓[58]

グロス: 家-3poss abs-首長
訳: 「首長の家」
この例では「被所有物-所有者」の語順となっており、Dryer (2013f) はこの例が含まれている Kuipers (1974:78) のほか p. 95 も根拠として、属格と名詞との順に関しては、シュスワプ語では「名詞-属格」の順が優勢であるとしている。しかし、p. 78 にはそれとは対照的に以下のような「所有者-被所有物」の順の例も挙げられている。
- 例: t-k°ósw γ-sq̓°éx̌t-s

グロス: rel-豚 abs-足-3poss
訳: 「豚の足で/と共に」すなわち「ハム」

##### 関係格/斜格
一方の関係格の用法は多岐にわたるものとなっている。まず、限定的表現を用いた際に被修飾語の前に付加される用法が挙げられる。
- 例: wíst t-cítx°[58][注 42]

グロス: 高い rel-家
訳: 「高くそびえ立つ家」
また、関係格は自動詞の目標・目的語（英: goal-object）を示すためにも用いられる。
- 例: m-ck°néməs t-cít̓[58]

グロス: ptl-取る rel-ピッチ
訳: 「彼はピッチを手に取った」
更に、受け身の動詞が存在する場合、動作主を関係格、主語となる被動者を絶対格で表す。
- 例: m-cúnt-ø-m-əs γ-sq°yíc t-x̌°ʕ°élmx[58]

グロス: ptl-教える.trans-3obj-pass-3 abs-兎 rel-狐 
訳: 「兎は狐に教えられた」
他には λʕ°ílx t-tqéltk 〈彼は高く跳んだ〉のような「副詞的」用法が存在するが、これには場所（英: local）、向格（英: allative）、結果格（英: factitive）も含まれる。
- 場所を表す用法の例: l-wʔe~ʔ~x-wn t-sk°lk̓°élt[58]

グロス: abs-居る(red)-1sg.s rel-雪山
訳: 「私が雪山にいたとき」
- 向格的用法の例: né~n~s-kn t-Williams Lake[58]

グロス: 行く(red)-1sg.s all-ウィリアムズ湖
訳: 「私はウィリアムズ湖に行った」
- 結果格的用法の例: m-k̓°últ-əs t-stíq̓səλ[58]

グロス: ptl-変わる-3 rel-鱒
訳: 「彼らは鱒に変身してしまった」
また、関係格の t- は知覚動詞（ラテン語: verba sentiendi et declarandi）の後に続く接続詞としての機能も有する。
- 例: clx̌mstés t-m-ckí~k~cx-kn[58]

グロス: 知る rel-ptl-着く(red)-1sg.s
訳: 「彼は私が着いたと知っている」
なお、直接話法を表す用例も確認されている。
- 例: cúnt-ø-m t-m-q°əl-n-cí-n

グロス: 言う.trans-3obj-pass rel-ptl-伝える-trans-2sg.obj-1sg.sbj
訳: 『彼女は彼に「君には伝えたよ」と言われた』

#### 語順
シュスワプ語の語順に関しては、動詞が他の要素に先行するとしている資料が散見される。
まず Kuipers (1974:77) は語順の制限は厳格では無いが通常は述語類が文頭にくると述べており、Dryer (2013d, e) は同ページから「動詞-主語」、「動詞-目的語」の順が優勢と読み取っている。更にDryer (2013c) は Kuipers (1974:passim) から、シュスワプ語において優勢な語順は VSO もしくは VOS であると判断している。
一方 Lai (1998b) は Abney (1987) のDP仮説（英: DP Hypothesis）に則りつつ、シュスワプ語においては限定詞句の表示は必ずしも義務的ではないことを前提とした上で、仮にいくつかの限定詞句が表示された際に最もありふれた語順であるのは SVO と VSO であり、VOS の順については述部より後の名詞類の語順が自由であるため有り得ると述べるに留めている。

#### 統語論における代名詞
Déchaine & Wiltschko (2003) においては、そもそも代名詞（英: pronoun）はその名称とは裏腹に実際には少なくとも3つの型に分けられるものであると提唱されている。その3つとは限定詞句型（英: pro-DP）、名詞句型（英: pro-NP）、左2つのいずれでもないもの（英: pro-φP）であるが、このうちの pro-φP 型の例としてシュスワプ語の独立人称代名詞が挙げられている。以下では、シュスワプ語の独立代名詞が、限定詞句型に分類されたハルコメレム語（Halkomelem）の独立人称代名詞や、名詞句型に分類された日本語の「彼」・「彼女」とどの様な点において異なっているかを比較も交えて説明することとする。
まず、ハルコメレム語はシュスワプ語と同じセイリッシュ語族の言語で、項を述語への接語や代名詞接辞によって表示する主要部標示（英: head marking）型言語である点もシュスワプ語とほぼ共通しているが、ハルコメレム語の場合は以下の文のように独立代名詞が冠詞のような働きもしていると見做すことが可能である。
一方、シュスワプ語の場合は以下の文例のように独立代名詞の前に限定詞が現れているため、独立代名詞は限定詞句型ではないと見ることが可能である。
さて、日本語の「彼」（や「彼女」）の場合は以下の通り、前に形容詞（3a）や所有代名詞（3b）、指示代名詞（3c）を取ることが可能で（Kuroda 1965: 105; Noguchi 1997: 777）、その統語的特徴は名詞のものであるといえる。
しかしシュスワプ語の場合、以下に挙げるように名詞を複合的な名詞的述語（英: complex nominal predicate）の一部とすることは可能である（4a）が、独立代名詞を複合的な名詞的述語の一部として用いることは不可能である（4b）と Lai (1998a) は見ており、したがってシュスワプ語独立代名詞の性質は名詞的なものでもないと結論づけることが可能である。
以上により、Déchaine & Wiltschko はシュスワプ語の独立代名詞は限定詞句的でも名詞句的でもないものと結論づけている。なお以下のように、シュスワプ語の独立代名詞は述語（5a）と項（5b）いずれの機能も果たし得る。

## 手話
Tyler et al. (1891:639–640) や Teit (1909:567–568) にはシュスワップ族の用いる人や動物、物などを表すジェスチャーが「手話」（英: sign languages）として記録されており、その両方に共通する〈魚〉と〈魚の大群〉を表す動作は以下のようなものである。
- 魚（Fish）: 片方の手を胸の前で水平に伸ばし、掌は下方または体の方に向け、水平面上で素早くくねらせる。
- 魚の大群（Many fish）: 〈魚〉とほぼ同様であるが両手を用い、指をわずかに広げる。

なおテイトは、こうした手話は同じセイリッシュ語族の言語を話すトンプソン族のものと全体的に共通が見られ、また若年層はほとんどこうした手話を知らないと報告している。